# Aethecerinus hornii
Aethecerinus hornii är en skalbaggsart som först beskrevs av Lacordaire 1869.  Aethecerinus hornii ingår i släktet Aethecerinus och familjen långhorningar. Inga underarter finns listade i Catalogue of Life.